# Hulypegis procopia
Hulypegis procopia là một loài bướm đêm trong họ Noctuidae.